# 1950年式105公厘榴彈炮
1950年式105公厘榴彈炮（法語：Obusier de 105 modèle 1950），是法國在第二次世界大戰後開發，口徑105公厘規格的榴彈炮，其牽引炮版本稱不上成功，但是作為自走炮配備的版本在冷戰時代為法國陸軍的主力火炮之一。

## 簡介
法國從19世紀至第二次世界大戰以前，是歐洲國家炮兵規模與火炮數量名列前茅的強權，從火炮數量、品質與庫存都是歐洲首屈一指。但是在法國投降後，屬於法軍的軍事資產大量遭到納粹德國徵用，在法國國內保留的數量不多，自由法國軍則是從租借法案中取得美國的軍備援助。可以說，在1945年完全收復法國後，法國政府的軍備庫可說是百廢待舉。
重建國防的法國國防部，第一步即是恢復自研自製的國防工業去替換現役的美援武器。1946年7月31日，法國國防部長下令法國軍備研究與生產局（Direction des Études et Fabrications d'Armament，DEFA，今次世代系統公司）研發105公厘榴彈炮，這也是歐洲國家在第二次世界大戰後啟動的第一件105公厘火炮研究案。榴彈砲的性能指標包括：
可360度旋轉的炮架
射程達14,000公尺
俯仰角為-7 ~ +70，砲手可在各種角度下進行裝彈作業
火炮的彈藥尺寸，法國選擇了沿用美國系統的105公厘榴彈規格，美系榴彈仍然可以在此型炮上使用，不過為了射程指標需求，法國研發了稱為1953年型高爆榴彈的新炮彈（Mle 53 shell），滿足更長射程的技術規格。軍備研究與生產局下的布魯日工程中心(法語：Atelier de Bourges)從法國投降前試製的三腳式炮架(法語：triflèche envisagé)，三腳式炮架顧名思義，火炮炮架是由三根支柱構成，每根支柱兼皆呈120度區隔，因此火炮無論如何轉向，炮架都能維持相等的後座力承受能量。類似設計在蘇聯的2A18型榴彈炮（D-30榴彈炮）中得到採用。在1950年式榴彈炮上，其中一根炮架作為車輛牽引勾，其它兩根則擺置在砲管下方，進入發射陣地後，先裝設火炮炮架底部的千斤頂先穩定炮身，然後炮班將三支炮架轉開固定。除此之外，為了在高仰角射擊狀態的制退復進機後座長度不至於影響操作，工程師在炮口加裝了炮口制退器。
新型火炮設計在1950年完成，稱為1950年式105公厘榴彈炮（OB 105 Mle 50TF 或 TF 50），但這門炮只量產了120門，並沒有真正汰換掉美制105榴彈炮，而是同時在部隊共存。原因是火炮炮架設計雖然滿足了性能需求，但火炮本體總重大幅增加到2,922公斤，超過當時從美國軍援配賦的2.5噸載重車弋引力，這使得配備這門炮需要大量調整部隊編裝。加上炮口制退器的設計不良，炮彈擊發製造的爆炸噪音會對炮手造成聽力損傷。在修正人因工程與後勤問題後，榴彈炮的正式戰備已經是1950年代後期才完成。
在阿爾及利亞戰爭期間，TF 50榴彈炮主要作為靜態防禦的基地與哨所防禦炮運用，它可以滿足直射與全角度開火，在地形崎嶇複雜的阿爾及利亞丘陵地帶有著合適表現，在法國海外殖民地獨立後，一些原先佈署在當地的TF 50榴彈炮留在當地由改組後的軍隊接收運用。此外，該門炮後來移植至AMX-13轻型坦克底盤上，成為AMX-105A Mk 61自走炮，這個版本即獲得歡迎，並成為法國軍隊機械化炮兵的重要角色。

## 使用國家
- 喀麦隆
- 法國
- 几内亚
- 以色列
- [4]
- 摩洛哥[3]